# Krna Jela
Krna Jela je naseljeno mjesto u općini Foča, Republika Srpska, BiH. Nalaze se s lijeve strane rijeke Sutjeske, dva kilometra od Nacionalnog parka Sutjeska. Godine 1962. uvećana je pripajanjem naselja Rajkovića (Sl.list NRBiH, br.47/62).

## Stanovništvo
| Narod     | Popis 1961. | Popis 1971. | Popis 1981. | Popis 1991. |
| --------- | ----------- | ----------- | ----------- | ----------- |
| Hrvati    |             |             |             |             |
| Muslimani |             |             |             |             |
| Srbi      | 132         | 201         | 142         |             |
| ostali    | 5           |             |             | 1           |
| Ukupno    | 137         | 201         | 142         | 91          |